# 天寰

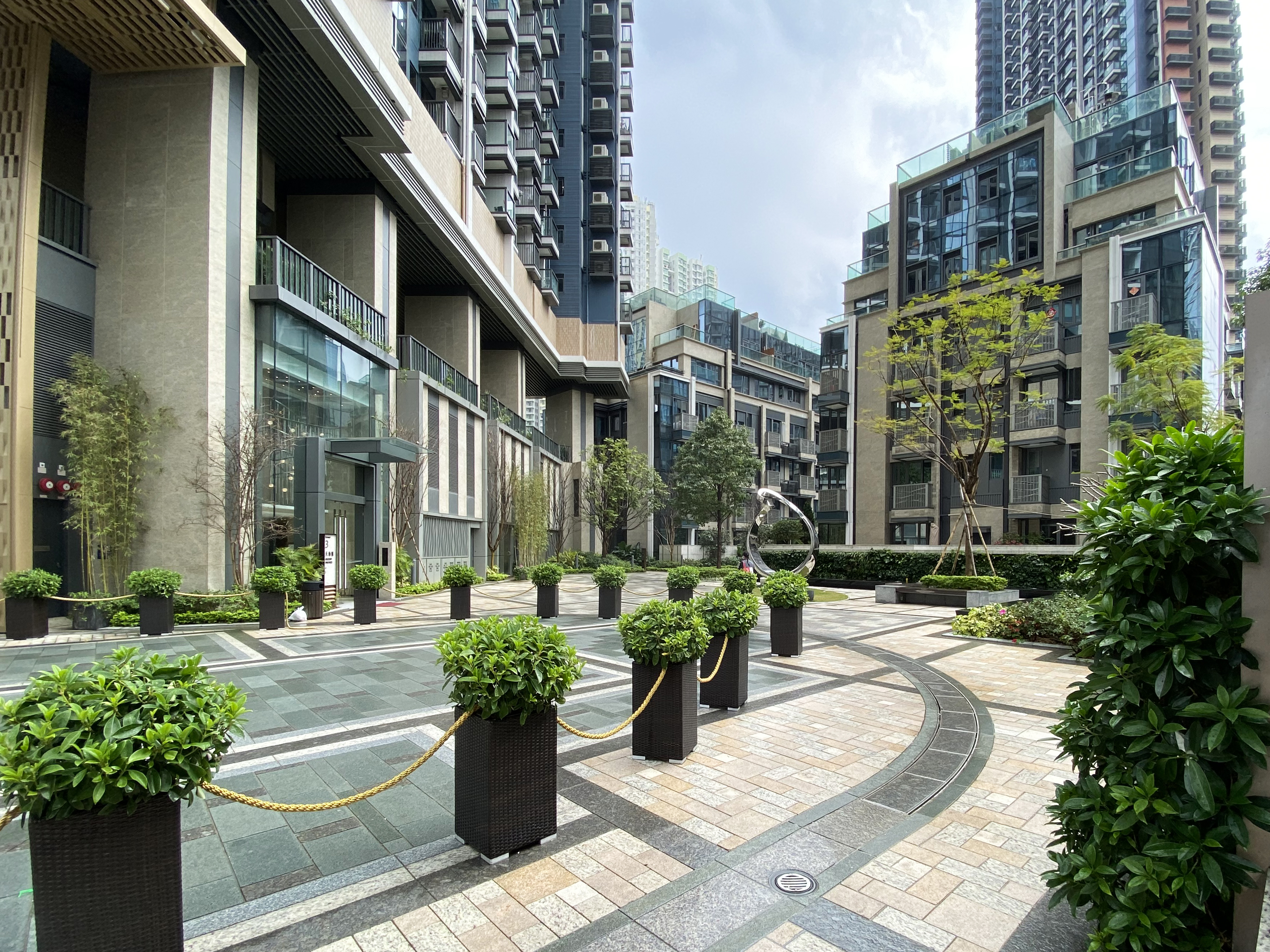
屋苑入口行車道

天寰（英語：Victoria Skye）位於香港九龍啟德發展區沐寧街1號（新九龍內地段第6525號），為一個私人住宅項目，發展商為建灝地產集團（英語：K&K Property Holdings Limited），由王董建築師事務設計，發展項目的認可人士為袁灼堯先生，總承建商為顯利工程有限公司，室內裝潢工程承建商為承達集團有限公司，關鍵日期原為2018年12月31日，後由發展項目的認可人士袁灼堯先生批予改為2019年4月30日。示範單位位於一亞太中心，管理公司為第一太平戴維斯。
天寰是建灝地產集團首個香港市區大型住宅項目，項目以「擁抱 觸得到的未來」（英語：Live the Future）為主題，取名「天寰」—「天」象徵得天獨厚的條件於一身，「寰」象徵廣闊的地域，寰宇天下之意。

## 單位
項目共822個住宅單位，由3座高座及4幢低座所組成，高座名為天海匯（英語：Ocean Waves），低座名為星寰匯（英語：Star Waves）。分層單位面積為200多至1,200平方呎，另有少量特色單位，部分能遠眺維港景色。住宅停車位共145個，訪客停車位共10個，電單車停車位共15個，單車停車位共23個。

## 升降機服務
天寰升降機服務樓層列表（全部為通力升降機）
- 天海匯第1座及第2座

- 4部：升降機到達地庫、地下、3樓、5樓至12樓、15至23樓、25樓至33樓及35樓至39樓

- 1部：升降機到達地庫、地下、1樓至3樓、5樓至12樓、15至23樓、25樓至33樓、35樓至39樓及天台
- 天海匯第3座

- 2部：升降機到達地庫、地下、3樓、5樓至12樓、15至23樓、25樓至33樓及35樓至39樓

- 1部：升降機到達地庫、地下、2樓至3樓、5樓至12樓、15至23樓、25樓至33樓、35樓至39樓及天台
- 星寰匯第1座

- 1部：升降機到達地庫、地下、2樓至3樓、5樓及天台
- 星寰匯第2座

- 1部：升降機到達地庫、地下、1樓至3樓、5樓及天台
- 星寰匯第3座

- 1部：升降機到達地庫、地下、1樓至3樓及5樓
- 星寰匯第5座

- 1部：升降機到達地庫、地下、1樓至3樓及5樓
- 會所

- 1部：升降機到達地庫、地下及1樓至2樓

- 1部：升降機到達地下及1樓至2樓

## 位置
天寰位於啟德發展區，毗鄰啟德1號、啟德1號(II)、Oasis Kai Tak、嘉匯、龍譽等私人樓盤，校網為34小學校網及九龍城中學校網，為九龍著名校網。

## 選區
區議會選區: 啟德中及南（G14）
立法會地方選區: 九龍西 （页面存档备份，存于）

## 會所及其他設施
項目會所分為3層，包括室內會所及戶外園林空間，提供70項設施，室內會所佔地面積逾2.1萬方呎，而戶外園林空間佔地5.7萬方呎，投資額共約6,000萬元。
項目主入口有耗資300萬港元的13.5米高的主題牆宇及地標式廊柱，而且特邀著名雕塑家李展輝先生創作大型雕塑《自然的和諧》HARMONY OF THE NATURE 以中空設計，意念源於水滴，高約 3.5 米，位於「天寰」主入口。
項目的綠化（如垂直綠場、花庭）“CLUB SKYE”面積佔整體達30%，戶外空間全部採用環保風力發電照明燈。

## 鄰近
- 啟德1號
- 嘉匯
- 龍譽
- 嘉峯匯
- 尚．珒溋
- Oasis Kai Tak
- 啟朗苑/德朗邨
- 煥然壹居
- 啟德站A 出口

## 新聞
天寰屢創區內成交價新高，分層單位最高成交價為港幣4.1萬/平方呎，特色單位最高成交價為港幣5萬/平方呎，為啟德及東九龍樓王。

## 興建圖像

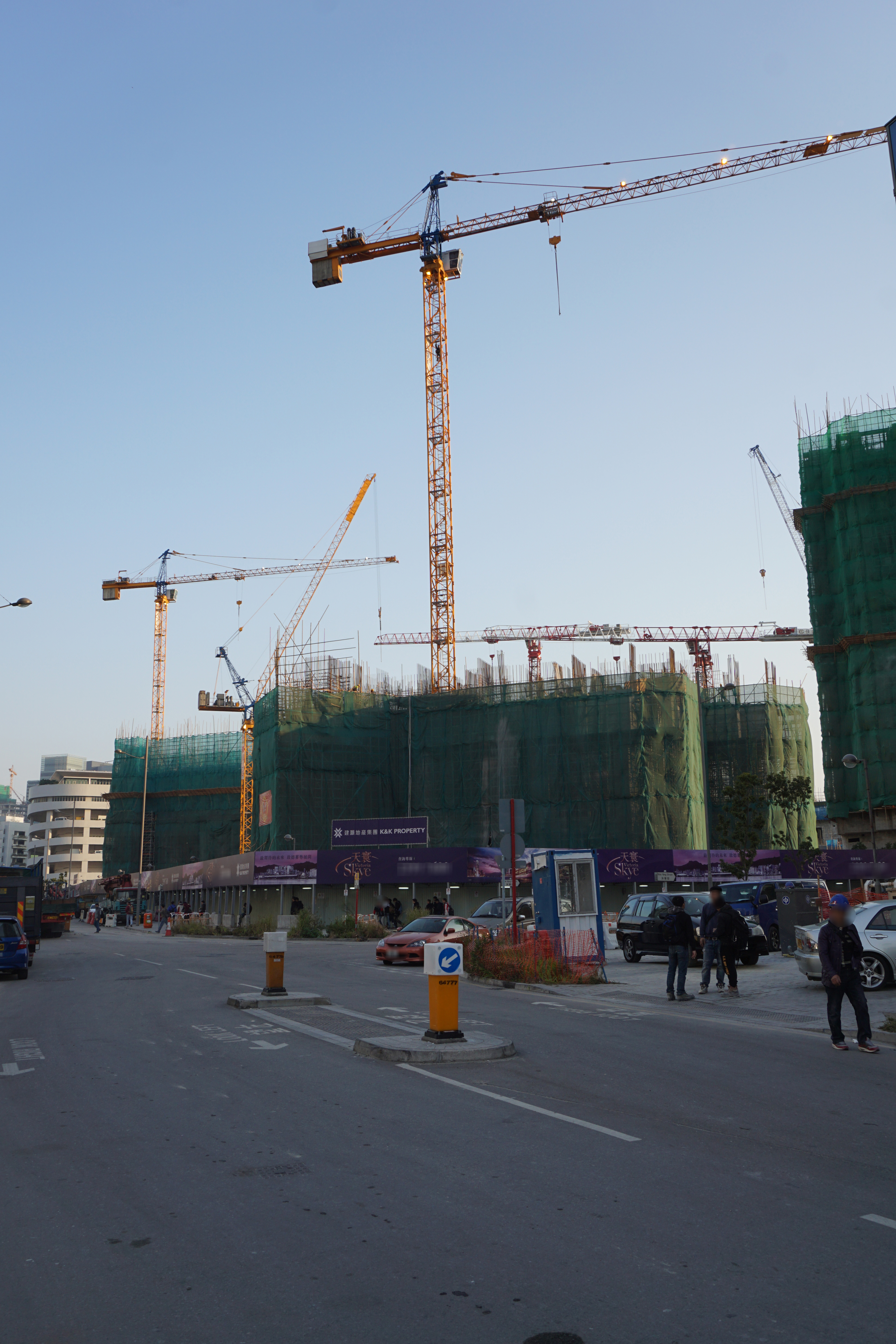
2017年2月
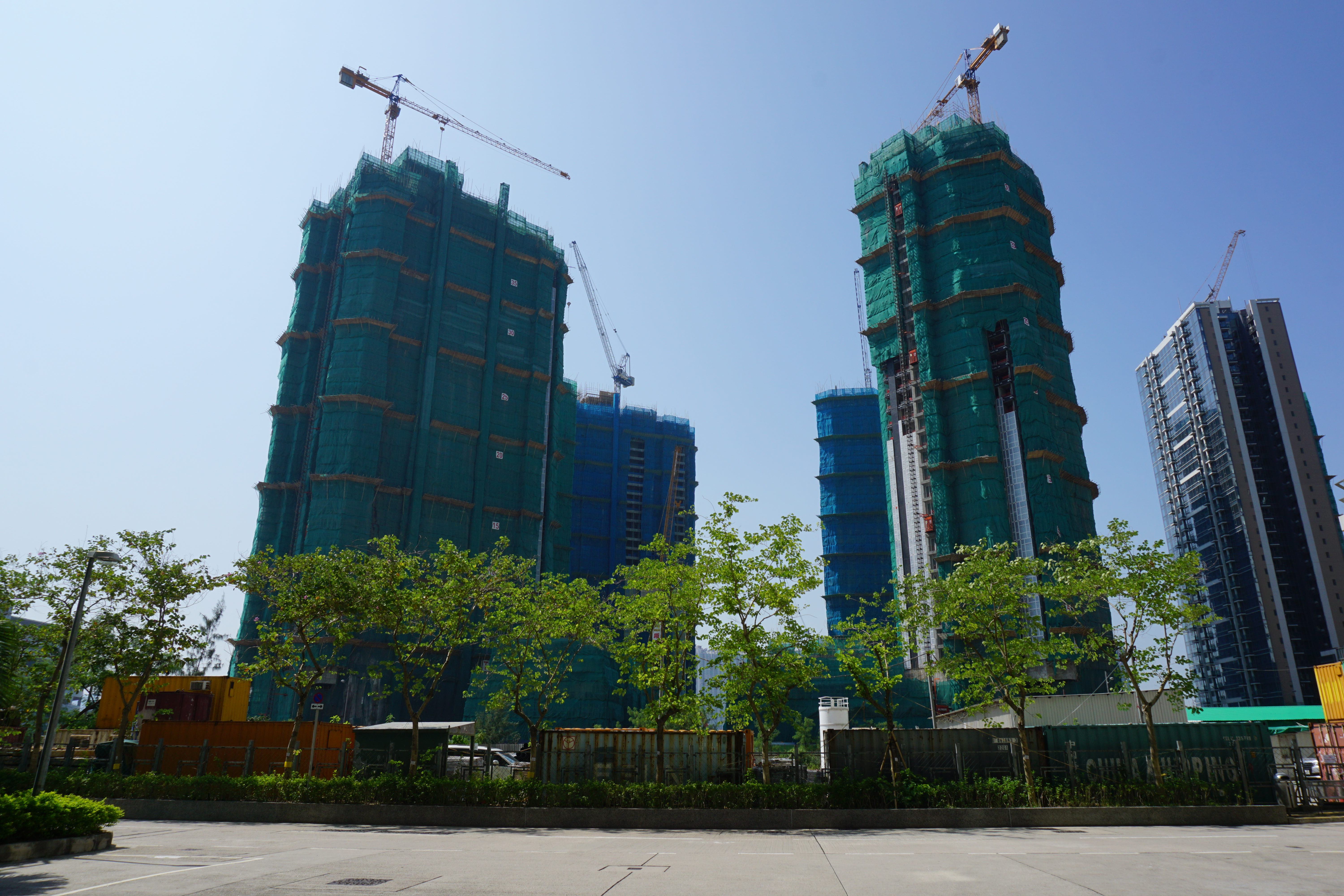
2017年10月
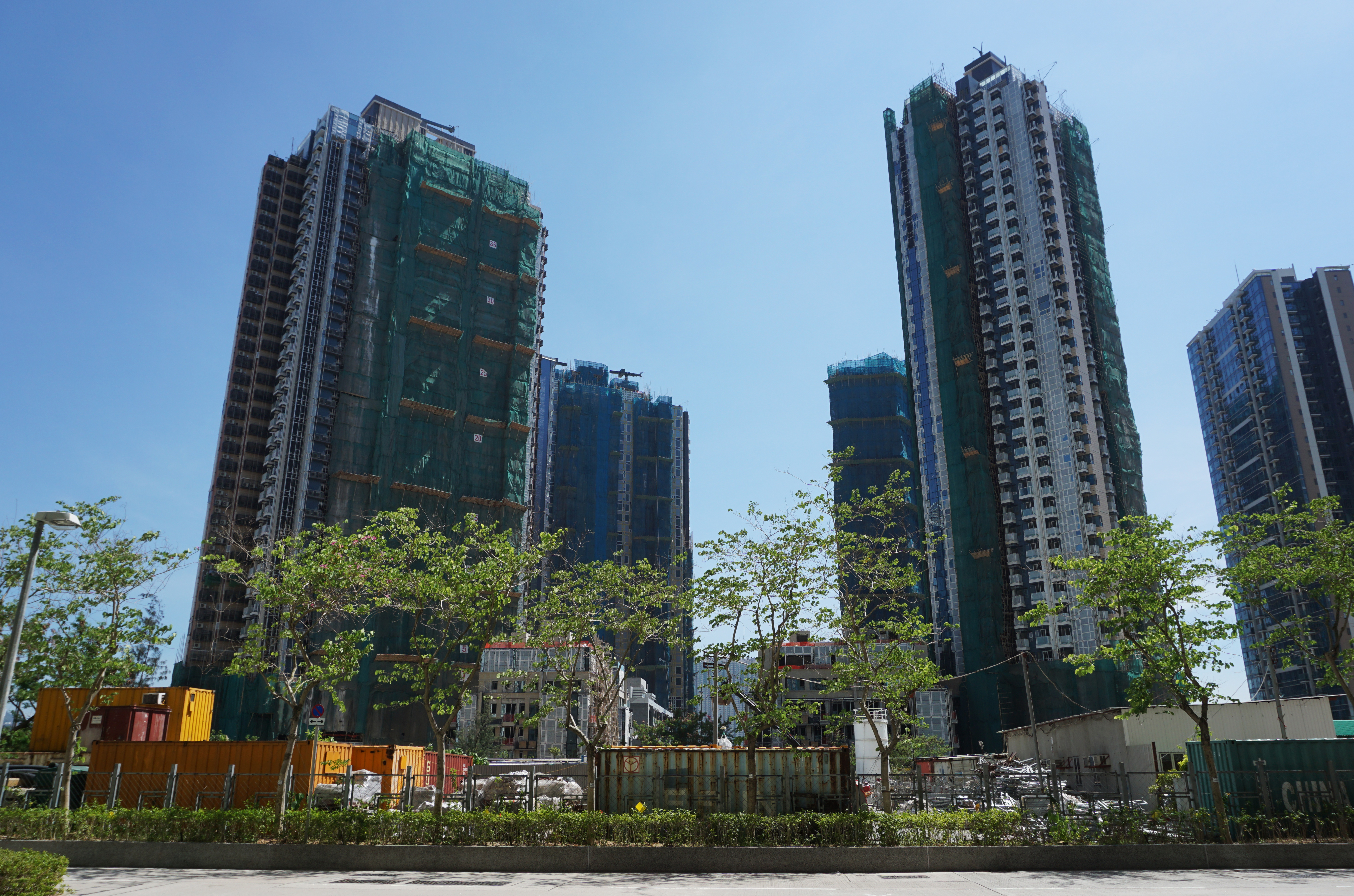
2018年5月

### 其他
1. . 香港经济日报. 2018-09-18  [2018-09-19]. （原始内容存档于2019-08-11）.
2. . 苹果财经. 2018-09-19  [2018-09-19]. （原始内容存档于2019-08-11）.
3. . 文汇报. 2018-09-19  [2018-09-19]. （原始内容存档于2018-09-19）.
4. . 明报. 2018-09-19  [2018-09-19]. （原始内容存档于2018-09-19）.
5. . 香港经济日报. 2018-09-19  [2018-09-19]. （原始内容存档于2019-08-12）.